# Horrid
Horrid ist eine italienische Death-Metal-Band aus Varese, die 1988 unter dem Namen Rites of Death gegründet wurde. 

## Geschichte
Die Band wurde 1988 unter dem Namen Rites of Death von dem Gitarristen Mario „Belfagor“ Plumari und dem Bassisten und Sänger Max gegründet. Nachdem der Name im folgenden Jahr in Horrid umgeändert worden war, erschienen 1992 und 1994 die ersten beiden Demos Eternal Suffering und You Are Mine. Zudem wurde 1993 ein weiteres aufgenommen, das jedoch erst 2009 bei Terror from Hell Records erschien. Durch die Demos erreichte die Gruppe die Aufmerksamkeit verschiedener Labels. Nach der EP Awaiting for the Truth, die 1996 bei Cryptic Soul Production erschien, begab sich die Band später in das Sunlight Studio in Stockholm, um die EP Blasphemic Creatures aufzunehmen, die 1998 von Behind the Mask Records in den Handel gebracht wurde. Durch letztere erreichte Horrid einen Plattenvertrag bei Deadsun Records, worüber 2002 das Debütalbum Reborn in Sin erschien. Nachdem ein Vertrag bei Xtreem Music geschlossen worden war, folgte hierüber 2006 das zweite Album Rising from the Hidden Spheres. 2011 erschien die Kompilation The Final Massacre bei Blasphemous Art Productions und Black Tears Producions. Seit der Gründung hatte sich die Besetzung mehrfach geändert, wobei Plumari das einzig verbliebene Urmitglied war. Im Juni 2013 begab sich die Band erneut in das Sunlight Studio, um dort unter der Leitung von Tomas Skogsberg das Album Sacrilegious Fornication aufzunehmen, dessen Veröffentlichung im April 2014 das deutsche Label Dunkelheit Produktionen übernahm. Das Album besteht aus acht eigenen Liedern sowie einem Cover des Hellhammer-Songs Massacra. Nachdem in neuer Besetzung das Album Beyond the Dark Border aufgenommen worden war, wurde das Material im Oktober 2016 im 16th Cellar Studio abgemischt und gemastert. Es erschien im folgenden Jahr über Dunkelheit Produktionen. Bei demselben Label schloss sich am 31. Dezember 2019 das Album As We Forget Our Past an. Bei dem Album handelt es sich um zehn ältere Lieder, die im Walking Cloud Studio aufgenommen und von Stefano Morabito abgemischt und gemastert worden waren.

## Stil
Laut der Facebook-Präsenz der Band wurde sie anfangs durch Gruppen wie Hellhammer beziehungsweise deren Fortsetzung Celtic Frost beeinflusst. Herr Møller von Metal.de schrieb in seiner Rezension zu Beyond the Dark Border, dass hierauf klassischer und düster klingender Death Metal im europäischen, vor allem schwedischen, Stil zu hören ist. In den Songs seien Gemeinsamkeiten zu Grave, Dismember, Bolt Thrower und Asphyx zu hören. Die Songs seien zwar abwechslungsreich, jedoch gelinge es der Gruppe meist nicht, eigenständig zu klingen. Sebastian Schilling vom Rock Hard schrieb über As We Forget Our Past, dass es sich hierbei um „die perfekte Inkarnation des HM2-Sounds“ handelt und es eine Art Best-Of des Death Metals im schwedischen Stil darstellt. Er zog dabei Vergleiche zu Lik und Endseeker. Besonders charakteristisch seien außerdem das abwechslungsreiche Songwriting und die „starken Melodien“. Der Gesang erinnere an den von Jan Chris de Koeyer von Gorefest. Im Interview mit Schilling in derselben Ausgabe gab Davide „Dagon“ Ariostini an, dass die Band anfangs durch Hellhammer beeinflusst wurde. Nach der Veröffentlichung von Eternal Suffering sei die Gruppe durch die Welle an schwedischen Death-Metal-Bands stark beeinflusst worden, sodass die folgenden Veröffentlichungen stilistisch mit dem ersten Demo kaum noch etwas gemeinsam gehabt hätten.

## Diskografie
- 1992: Eternal Suffering (Demo, Eigenveröffentlichung)
- 1994: You Are Mine (Demo, Eigenveröffentlichung)
- 1996: Awaiting for the Truth (EP, Cryptic Soul Production)
- 1997: Promo 1997 (Demo, Eigenveröffentlichung)
- 1998: Blasphemic Creatures (EP, Behind the Mask Records)
- 2002: Evil's Birth 1989-2002 (Kompilation, More Hate Productions)
- 2002: Reborn in Sin (Album, Deadsun Records)
- 2006: Rising from the Hidden Spheres (Album, Xtreem Music)
- 2009: Unreleased Promo '93 (Demo, Terror from Hell Records)
- 2010: …Death by Metal… (Split mit Clinicamente Morti, Blasphemous Art Productions)
- 2011: The Final Massacre (Kompilation, Blasphemous Art Productions/Black Tears Producions)[A 1]
- 2014: Sacrilegious Fornication (Album, Dunkelheit Produktionen)
- 2017: Beyond the Dark Border (Album, Dunkelheit Produktionen)
- 2019: As We Forget Our Past (Album, Dunkelheit Produktionen)